# کمنگ
کمنگ (اندونزیایی: Kemang) شهری در استان جاوه غربی کشور اندونزی است. جمعیت این شهر بر اساس سرشماری سال ۲۰۰۰ میلادی ۱۰۴٫۰۷۵ تن بوده که در سال ۲۰۰۷ میلادی به ۱۱۳٫۸۳۳ نفر افزایش یافته‌است.